# Queralt Castellet
Queralt Castellet Ibáñez (Sabadell, 17 giugno 1989) è una snowboarder spagnola.

## Biografia
Castellet ha iniziato a praticare lo snowboard all'età di 6 anni, dedicandosi parallelamente anche alla ginnastica artistica, disciplina nella quale è stata vicecampionessa spagnola alla trave e medaglia d'oro al volteggio nel 2004. Nel 2006, dopo la frattura dello scafoide subita durante gli allenamenti per i Mondiali di snowboard di Arosa 2007, decide di abbandonare la ginnastica.
Dopo avere cominciato a disputare le sue prime Coppe del Mondo, partecipa alle Olimpiadi di Torino 2006 classificandosi 26ª nella fase di qualificazione dell'halfpipe. È la portabandiera della Spagna alla cerimonia di apertura delle successive Olimpiadi di Vancouver 2010; è tra le favorite per il podio olimpico dopo il terzo posto ottenuto nella fase di qualificazione che le garantisce il passaggio in finale, ma durante il riscaldamento prima della finale incorre in una brutta caduta che la costringe a essere trasportata in ospedale, perdendo la possibilità di disputare la gara. Alla sua terza apparizione alle Olimpiadi, in occasione dei Giochi di Soči 2014, riesce ad accedere nuovamente alla finale dell'halfpipe concludendo all'undicesimo posto.
Ai Mondiali di Kreischberg 2015 Queralt Castellet è medaglia d'argento nell'halfpipe e lo stesso anno colleziona anche un altro secondo posto alle Universiadi di Granada. Alle Olimpiadi di Pyeongchang 2018 migliora il proprio piazzamento olimpico personale raggiungendo il settimo posto, mentre nell'edizione successiva, a Pechino 2022, si aggiudica la medaglia d'argento, chiudendo alle spalle della statunitense Chloe Kim. Nel dicembre 2023, durante una gara di Coppa del Mondo a Copper Mountain, la Castellet ha perso il controllo della sua tavola in fase di volto andando a cadere contro lo spigolo dell'halfpipe perdendo conoscenza. Ricoverata d'urgenza gli esami hanno evidenziato sei costole fratturate e un collasso polmonare.

## Palmarès

### Olimpiadi
- 1 medaglia:
  - 1 argento (halfpipe a Pechino 2022)

### Mondiali
- 2 medaglie:
  - 1 argento (halfpipe a Kreischberg 2015)
  - 1 bronzo (halfpipe a Aspen 2021)

### Winter X Games
- 4 medaglie:
  - 1 oro (halfpipe ad Aspen 2020)
  - 2 argenti (halfpipe ad Aspen 2019 e ad Aspen 2022)
  - 1 bronzo (halfpipe a Tignes 2011)

### Universiadi
- 1 medaglia:
  - 1 argento (halfpipe a Granada 2015)

### Mondiali juniores
- 1 medaglia:
  - 1 argento (halfpipe a Nagano 2009)

### Coppa del Mondo
- Miglior piazzamento in classifica generale freestyle: 2ª nel 2012
- Miglior piazzamento nella Coppa del Mondo di halfpipe: 2ª nel 2012 e nel 2019
- Miglior piazzamento nella Coppa del Mondo di big air: 6ª nel 2016
- 18 podi:
  - 7 vittorie
  - 4 secondi posti
  - 7 terzi posti

#### Coppa del Mondo - vittorie
| Data             | Luogo           | Paese       | Disciplina |
| ---------------- | --------------- | ----------- | ---------- |
| 26 marzo 2011    | Arosa           | Svizzera    | HP         |
| 3 novembre 2011  | Saas-Fee        | Svizzera    | HP         |
| 13 gennaio 2018  | Snowmass        | Stati Uniti | HP         |
| 15 febbraio 2019 | Calgary         | Canada      | HP         |
| 14 dicembre 2019 | Copper Mountain | Stati Uniti | HP         |
| 18 gennaio 2020  | Laax            | Svizzera    | HP         |
| 16 dicembre 2022 | Copper Mountain | Stati Uniti | HP         |

Legenda:

HP = Halfpipe